# Guillaume Tholomeus
Guillaume Tolomeus est un évêque d'Avranches du début du XIIIe siècle.

## Biographie
Clerc de Guillaume Fitz-Raoul, sénéchal de Normandie, Guillaume est élu par le chapitre d'Avranches le 21 septembre 1198 malgré l'enquête en cours du pape Innocent III concernant le transfert de Guillaume de Chemillé à Angers et l'appel de Nicolas de l'Aigle, maître des écoles d'Avranches. Sa nomination est probablement une volonté du roi.
Le 17 mars 1199, le pape déclare l'élection invalide et ordonne une nouvelle élection, au cours de laquelle deux noms se distinguent sans remporter la majorité. Au printemps 1200, le pape demande une enquête dont le résultat le déclare évêque d'Avranches.